# Compromís Autonòmic
El Compromís Autonòmic va ser un document impulsat pel Consell del País Valencià i signat el 8 d'octubre de 1978 per PSPV-PSOE, UCD, PCPV, Aliança Popular, PTPV, ORT, URV, Partit Carlí, i UDPV, que dins del marc de la futura Constitució espanyola de 1978 demanava assolir el màxim d'autonomia per al País Valencià, dins del termini més breu.
En presentar-se la proposta al Congrés dels Diputats, la majoria parlamentària d'UCD va rebutjar el procediment, i a partir d'aquell moment va rebutjar que València accedira a l'autonomia per la via ràpida (article 151) i posà com a condició la via del 143.